# 2022年亞洲運動會乒乓球比賽
2022年亞洲運動會兵乓球比賽，是因2019冠状病毒病疫情而延期至2023年进行的第十九屆亞洲運動會的其中一項競賽項目，共產生7面金牌；賽事於2023年9月22日至10月2日在中國杭州的拱墅运河体育公园体育馆舉行。

## 赛程
乒乓球比赛于亚运开幕的一天前开赛。以下是乒乓球项目的比赛赛程：
| P | 预赛轮 | R |  | ¼ |  | ½ | 半决赛 | F | 决赛 |

| 日期→项目↓ | 2023年9月   | 2023年9月   | 2023年9月   | 2023年9月   | 2023年9月   | 2023年9月   | 2023年9月   | 2023年9月   | 2023年9月   | 2023年9月   | 2023年9月   | 2023年10月 | 2023年10月 | 2023年10月 | 2023年10月 |
| 日期→项目↓ | 22日 （五） | 23日 （六） | 24日 （日） | 24日 （日） | 25日 （一） | 26日 （二） | 27日 （三） | 28日 （四） | 28日 （四） | 29日 （五） | 30日 （六） | 1日 （日） | 1日 （日） | 2日 （一） | 2日 （一） |
| ---------- | ----------- | ----------- | ----------- | ----------- | ----------- | ----------- | ----------- | ----------- | ----------- | ----------- | ----------- | ---------- | ---------- | ---------- | ---------- |
| 男子单打   |             |             |             |             |             |             | P           | P           | P           | R           | ¼           |            |            | ½          | F          |
| 男子双打   |             |             |             |             |             |             | P           | P           | P           | R           | ¼           | ½          | F          |            |            |
| 男子团体   | P           | P           | R           | ¼           | ½           | F           |             |             |             |             |             |            |            |            |            |
| 女子单打   |             |             |             |             |             |             | P           | P           | P           | R           | ¼           | ½          | F          |            |            |
| 女子双打   |             |             |             |             |             |             |             | P           | P           | R           | ¼           |            |            | ½          | F          |
| 女子团体   | P           | P           | R           | ¼           | ½           | F           |             |             |             |             |             |            |            |            |            |
| 混合双打   |             |             |             |             | P           |             | P           | R           | ¼           | ½           | F           |            |            |            |            |

## 參賽代表團
共有24个代表团的174名运动员参加乒乓球比赛：
- 巴林（8）
- 中国（10）
- 中国香港（10）
- 印度（10）
- 伊朗（4）
- 日本（10）
- （8）
- 沙特阿拉伯（5）
- 黎巴嫩（2）
- 中国澳门（9）
- 马尔代夫（7）
- 蒙古（10）
- 尼泊尔（6）
- 朝鲜（8）
- 巴基斯坦（5）
- （2）
- 新加坡（10）
- 韩国（10）
- 泰国（10）
- （4）
- 中华台北（10）
- （3）
- 越南（10）
- 也门（3）

## 獎牌榜
*   主办国家/地区（中国）
| 排名                | 代表团              | 金牌 | 銀牌 | 銅牌 | 总计 |
| ------------------- | ------------------- | ---- | ---- | ---- | ---- |
| 1                   | 中国*               | 6    | 2    | 1    | 9    |
| 2                   | 韩国                | 1    | 2    | 5    | 8    |
| 3                   | 日本                | 0    | 2    | 1    | 3    |
| 4                   | 朝鲜                | 0    | 1    | 0    | 1    |
| 5                   | 伊朗                | 0    | 0    | 2    | 2    |
| 5                   | 中华台北            | 0    | 0    | 2    | 2    |
| 7                   | 中国香港            | 0    | 0    | 1    | 1    |
| 7                   | 印度                | 0    | 0    | 1    | 1    |
| 7                   | 泰国                | 0    | 0    | 1    | 1    |
| 总计（共9个代表团） | 总计（共9个代表团） | 7    | 7    | 14   | 28   |

## 奖牌得主
| 項目     | 金牌                                                   | 银牌                                                                   | 铜牌 |
| 男子单打 | 王楚钦 · 中国（CHN）                                   | 樊振东 · 中国（CHN）                                                   | 張禹珍 · 韩国（KOR）                                                                                          |
| 男子单打 | 王楚钦 · 中国（CHN）                                   | 樊振东 · 中国（CHN）                                                   | 黃鎮廷 · 中国香港（HKG）                                                                                      |
| 女子單打 | 孫穎莎 · 中国（CHN）                                   | 早田希娜 · 日本（JPN）                                                 | 申裕斌 · 韩国（KOR）                                                                                          |
| 女子單打 | 孫穎莎 · 中国（CHN）                                   | 早田希娜 · 日本（JPN）                                                 | 王艺迪 · 中国（CHN）                                                                                          |
| 男子双打 | 中国（CHN） · 樊振东 · 王楚钦                          | 韩国（KOR） · 張禹珍 · 林鐘勳                                          | 中华台北（TPE） · 莊智淵 · 林昀儒                                                                             |
| 男子双打 | 中国（CHN） · 樊振东 · 王楚钦                          | 韩国（KOR） · 張禹珍 · 林鐘勳                                          | 伊朗（IRI） · 尼马·阿拉米安 · 诺沙德·阿拉米安                                                                 |
| 女子双打 | 韩国（KOR） · 田志希 · 申裕斌                          | 朝鲜（PRK） · Cha Su-yong · Pak Su-gyong                               | 日本（JPN） · 张本美和 · 木原美悠                                                                             |
| 女子双打 | 韩国（KOR） · 田志希 · 申裕斌                          | 朝鲜（PRK） · Cha Su-yong · Pak Su-gyong                               | 印度（IND） · 苏蒂尔塔·慕克吉 · Ayhika Mukherjee                                                              |
| 混合双打 | 中国（CHN） · 王楚钦 · 孫穎莎                          | 中国（CHN） · 林高遠 · 王艺迪                                          | 韩国（KOR） · 林鐘勳 · 申裕斌                                                                                 |
| 混合双打 | 中国（CHN） · 王楚钦 · 孫穎莎                          | 中国（CHN） · 林高遠 · 王艺迪                                          | 韩国（KOR） · 張禹珍 · 田志希                                                                                 |
| 男子團體 | 中国（CHN） · 樊振东 · 王楚钦 · 马龙 · 梁靖崑 · 林高遠 | 韩国（KOR） · 張禹珍 · 林鐘勳 · 安宰贤 · Oh Jun-sung · Park Gang-hyeon | 伊朗（IRI） · 尼马·阿拉米安 · 诺沙德·阿拉米安 · Seyed Amirhossein Hodaei                                      |
| 男子團體 | 中国（CHN） · 樊振东 · 王楚钦 · 马龙 · 梁靖崑 · 林高遠 | 韩国（KOR） · 張禹珍 · 林鐘勳 · 安宰贤 · Oh Jun-sung · Park Gang-hyeon | 中华台北（TPE） · 莊智淵 · 黃彥誠 · 廖振珽 · 林昀儒 · 彭王維                                                  |
| 女子團體 | 中国（CHN） · 孫穎莎 · 陈梦 · 王曼昱 · 王艺迪 · 陳幸同 | 日本（JPN） · 早田希娜 · 平野美宇 · 张本美和 · 木原美悠 · 长崎美柚     | 泰国（THA） · Wanwisa Aueawiriyayothin · 达蒙万·克宽 · 奥拉旺·巴拉南 · Jinnipa Sawettabut · 素他西尼·沙卫塔布 |
| 女子團體 | 中国（CHN） · 孫穎莎 · 陈梦 · 王曼昱 · 王艺迪 · 陳幸同 | 日本（JPN） · 早田希娜 · 平野美宇 · 张本美和 · 木原美悠 · 长崎美柚     | 韩国（KOR） · 田志希 · 李恩惠 · 申裕斌 · 徐孝元 · 梁夏銀                                                      |

## 外部連結
- 官方成绩册（页面存档备份，存于）